# 第二十一季超級籃球聯賽新人選秀會
2023年第21季SBL超級籃球聯賽新人選秀會為SBL超級籃球聯賽在第21季SBL開打之前舉辦的第17屆新人選秀會。本屆新人選秀會與WSBL女子超級籃球聯賽新人選秀會原定2023年7月9日舉行，上午在晧宇國際亞洲區籃球培訓中心舉行選秀測試會，下午於體育聯合辦公大樓三樓禮堂進行新人選秀會。6月27日，新人選秀會延期至7月18日在台北六福萬怡酒店超新星大宴會廳舉辦，選秀測試會延期至7月17日舉行。本屆新人選秀會共有41人參與，最終有11人獲選，由外籍生蘇格爾成為選秀狀元。

## 選秀結果
| →      | 順序一 | 順序二 | 順序三 | 順序四 |
| [ 4 ]  | 柏力力 | 台啤   | 臺銀   | 裕隆   |
| ------ | ------ | ------ | ------ | ------ |
| 第一輪 | 蘇格爾 | 蔣浩文 | 郭振復 | 王翊帆 |
| 第二輪 | 謝承諳 | 吳沛嘉 | 放棄   | 亦含   |
| 第三輪 | 蔡紘揚 | 放棄   | 不適用 | 放棄   |
| 第四輪 | 廖景泰 | 不適用 | 不適用 | 不適用 |
| 第五輪 | 陳昭群 | 不適用 | 不適用 | 不適用 |
| 第六輪 | 徐仕宏 | 不適用 | 不適用 | 不適用 |
| 第七輪 | 放棄   | 不適用 | 不適用 | 不適用 |

| 輪次 | 總順位 | 球員   | 位置 | 選中球隊   | 畢業/就讀學校    |
| ---- | ------ | ------ | ---- | ---------- | ---------------- |
| 1    | 1      | 蘇格爾 | 中鋒 | 彰化柏力力 | 中信金融管理學院 |
| 1    | 2      | 蔣浩文 | 後衛 | 台灣啤酒   | 國立臺灣師範大學 |
| 1    | 3      | 郭振復 | 前鋒 | 臺灣銀行   | 國立高雄師範大學 |
| 1    | 4      | 王翊帆 | 後衛 | 裕隆納智捷 | 輔仁大學         |
| 2    | 5      | 謝承諳 | 前鋒 | 彰化柏力力 | 國立體育大學     |
| 2    | 6      | 吳沛嘉 | 中鋒 | 台灣啤酒   | 世新大學         |
| 2    | 7      | 亦含   | 前鋒 | 裕隆納智捷 | 國立政治大學     |
| 3    | 8      | 蔡紘揚 | 後衛 | 彰化柏力力 | 輔仁大學         |
| 4    | 9      | 廖景泰 | 中鋒 | 彰化柏力力 | 國立高雄師範大學 |
| 5    | 10     | 陳昭群 | 前鋒 | 彰化柏力力 | 國立臺灣科技大學 |
| 6    | 11     | 徐仕宏 | 前鋒 | 彰化柏力力 | 來義高中         |

參考資料：

## 選秀報名
2023年6月30日，為本屆新人選秀會的報名截止日。6月27日，中華民國籃球協會宣布報名截止日延期至7月6日。7月10日，中華民國籃球協會宣布選秀名單，共有54人報名。7月17日，有41人出席體測會，13人缺席測試會。
54人名單：
- 九龍（外籍生）
- 楊皓韋
- 蔡鎮嶽
- 劉佳沅
- 巫紹齊
- 蔣浩文
- 王正文
- 林奇翰
- 陳龍
- 巫竣安
- 郭振復
- 廖景泰
- 吳政昕
- 黃緯宸
- 許敬恩
- 張兆辰
- 梁予綸
- 蔡紘揚
- 陳昭群
- 劉光尚
- 丁冠皓
- 王翊帆
- 劉承彥
- 蘇培凱
- 徐仕宏
- 蘇格爾（外籍生）
- 李沛澄
- 沙鹿（外籍生）
- 謝承諳
- 莊家誠
- 陳澔翔
- 陳力行
- 范哲浩
- 施博文
- 陳思延
- 許瀚承
- 吳沛嘉
- 沙巴斯丁（外籍生）
- 丹尼爾（外籍生）
- 簡賀宇
- 李承恩
- 陳逸
- 曾劉家齊
- 陳子明
- 莊瑋
- 徐培原
- 林明瑋
- 亦含
- 熊哲言
- 林勵
- 喬楚瑜
- 林子雋
- 曾嘉昇
- 陳昶宏

## 外部連結
- (PDF). 中華民國籃球協會. 2023-06-27  [2023-06-27]. （原始内容存档 (PDF)于2023-06-27）.